# Thiên hà Chong Chóng phía Nam

Messier 83 (còn gọi là Thiên hà Vòng hoa phía Nam ,Thiên hà Chong Chóng phía Nam , M83 hoặc NGC 5236) là một thiên hà xoắn ốc có thanh chắn cách chòm sao Trường Xà khoảng 15 triệu năm ánh sáng. Đây là một trong những thiên hà xoắn ốc xoắn ốc gần nhất và sáng nhất trên bầu trời, làm cho nó có thể nhìn thấy bằng ống nhòm. Sáu siêu tân tinh (SN 1923A, SN 1945B, SN 1950B, SN 1957D, SN 1968L và SN 1983N) đã được quan sát thấy ở M83. Biệt hiệu của Chong Chóng phía Nam bắt nguồn từ sự giống nhau của nó với Thiên hà Chong Chóng.